# Spilosoma kikuchii
Spilosoma kikuchii är en fjärilsart som beskrevs av Matsumura 1927. Spilosoma kikuchii ingår i släktet Spilosoma och familjen björnspinnare. Inga underarter finns listade i Catalogue of Life.